# 후나호촌
후나호촌(船穂村)은 지바현 인바군에 존재했던 촌이다.
현재의 인자이시 냠부에 해당한다. 현재는 지바 뉴타운이 있다.

## 역사
- 1889년 4월 1일 - 정촌제 시행에 수반해 인바군 후나호촌이 성립하였다.
- 1954년 12월 1일 - 오모리정, 기오로시정, 에이지촌과 합병해 인자이정이 되었다.